# Rain (미카)
"Rain"은 미카의 두 번째 앨범 The Boy Who Knew Too Much의 두 번째 싱글이고 영국에서 발매되었다. 이 곡은 그렉 웰스에 의해 믹스, 프로듀스되었고 바이올리니스트 오웬 팔렛이 피쳐링 했다.

## 비평
이 곡은 지금까지 긍정적인 평가를 받고 있다.
디지털 스파이의  David Balls는 이 곡에 별 4개(5개 중)를 줬다:
"미카가 'We Are Golden'로 돌아왔을 때 많은 것이 바뀌어있었다는 점을 납득하지 못하는 사람들은 이번 여름에는 그의 두 번째 앨범의 두 번째 싱글인 '레인'에 즐겁게 놀라야 한다. 새된 소리로 외치는 건 삼가졌었고, 자장가의 유혹은 어찌할 바를 모르게 되었다. 대신 반짝이는 신지, 겹쳐진 목소리, 약동하는 클럽풍의 비트의 혼합으로 우리를 대접한다. 이 곡이 호기심을 자극하듯 어둡고 반짝이는 마법같기도 한 최고조를 향해 고조되어가면서, 미카는 자신의 과대선전을 정확한 것으로 만들 수 있는 그의 완벽한 능력을 증명한다. 앞으로 이 같은 곡들이 더 많이 나오길."
올뮤직의 Heather Phares는 "Rain"은 "Relax"의 박동하는 음침한 디스코팝의 먼 친척이라고 말한다.

## 뮤직비디오
"Rain" 뮤직 비디오는 Essex의 에핑 숲에서 촬영되었고 2009년 10월 16일 온라인상에서 처음으로 상연되었다. 이 동영상은 Nez Khammal에 의해 감독되었다. 이 동영상은 어둠의 마법에 걸린 숲에서 미카가 다채로운 색상의 텐트 안에서 깨어나는 설정이다. 그는 곧 여러 가지 이상한 옷을 입은 임프들과 생물들의 패에 끼게 된다. 그들은 처음에는 그의 주위에서 춤을 추지만, 폭죽이 한창 터뜨려지는 가운데 그를 숲 밖으로 쫓아내버린다.

## 포맷과 곡 목록
CD
| #  | 제목                                                    | 재생 시간 |
| -- | ------------------------------------------------------- | --------- |
| 1. | 〈Rain〉                                                | 3:43      |
| 2. | 〈Poker Face〉 (BBC 라디오 1 라이브 라운지를 위한 녹음) |           |
| 3. | 〈Rain〉 (Seamus Haji 리믹스)                           | 3:05      |

프랑스 CD 싱글
| #  | 제목                | 재생 시간 |
| -- | ------------------- | --------- |
| 1. | 〈Rain〉            | 3:43      |
| 2. | 〈Rain〉 (어쿠스틱) | 3:04      |

프랑스 CD 맥시 싱글
| #  | 제목                                    | 재생 시간 |
| -- | --------------------------------------- | --------- |
| 1. | 〈Rain〉                                | 3:43      |
| 2. | 〈Poker Face〉 (라디오 1 라이브 라운지) | 3:09      |
| 3. | 〈Rain〉 (Seamus Haji Big Love 리믹스)  | 8:39      |
| 4. | 〈Rain〉 (Benny Benassi 리믹스)         | 6:10      |

아이튠즈 싱글
| #  | 제목                            | 재생 시간 |
| -- | ------------------------------- | --------- |
| 1. | 〈Rain〉                        | 3:43      |
| 2. | 〈Rain〉 (Benny Benassi 리믹스) |           |
| 3. | 〈Rain〉 (Seamus Haji 리믹스)   |           |
| 4. | 〈Rain〉 (어쿠스틱 버전)        |           |

## 참고
1. 1 2  “MikaSounds / Latest News / Watch 'Blame it On The Girls'”. 2012년 7월 26일에 원본 문서에서 보존된 문서. 2010년 1월 9일에 확인함.
2. 1 2 3  MikaSounds / Latest News / Mika Set To 'Rain' Supreme
3. ↑  Business Wire (14 June 2009). "Global Pop Phenomenon, MIKA, Releases Sophomore Album, WE ARE GOLDEN, September 22", Business Wire. Retrieved on 2009-07-14.
4. ↑  Music - Singles Review - Mika: 'Rain' - Digital Spy
5. ↑  Heather Phares review Mika's Rain